# Анрі Гує
Анрі́ Гує (нар. 5 грудня 1898 року в Осері — пом. 31 березня 1994 року в Парижі) — французький філософ та університетський професор, що спеціалізувався на історії філософії.

## Біографія
Гує навчався у Вищій нормальній школі (École normale supérieure) з 1919 по 1922 рік і здобув докторський ступінь у 1926 році. З 1929 по 1940 рік він викладав філософію в Лілльському університеті, з 1940 по 1941 рік в Бордоському університеті та з 1941 по 1968 рік у Сорбонні.
Він став істориком філософії, опублікувавши численні роботи, особливо з історії французької філософії від Декарта до Бергсона.

## Членство
- 1970: Королівська академія наук, літератури та образотворчого мистецтва Бельгії.
- 1979: Французька академія

## Вибрані твори
- Oeuvres Choisies d' Auguste Comte. Verlag Aubier Éditions Montaigne, Paris 1943.
- La philosophie et son histoire. Librairie philosophique J. Vrin, Paris 1944.
- Le Théâtre et l'existence. Verlag Aubier Éditions Montaigne, Paris 1952.
- Pascal. Oeuvres completes. Verlag du Seuil, Paris 1963.
- Descartes — Regulae ad Directionem Ingenii. Librairie philosophique J. Vrin, Paris 1965.
- Auguste Comte et Saint-Simon. La jeunesse d'Auguste Comte et la formation du positivisme III. Librairie philosophique J. Vrin, Paris 1970.
- Études d'histoire de la philosophie française. (= Studien und Materialien zur Geschichte der Philosophie, Band 8). Verlag Georg Olms, Hildesheim 1976, ISBN 978-3-487-05234-2.
- Bergson dans l'histoire de la pensée occidentale. Vrin, Paris 1989, ISBN 2-7116-1006-3.